# Parkstraße 5 (Köln)

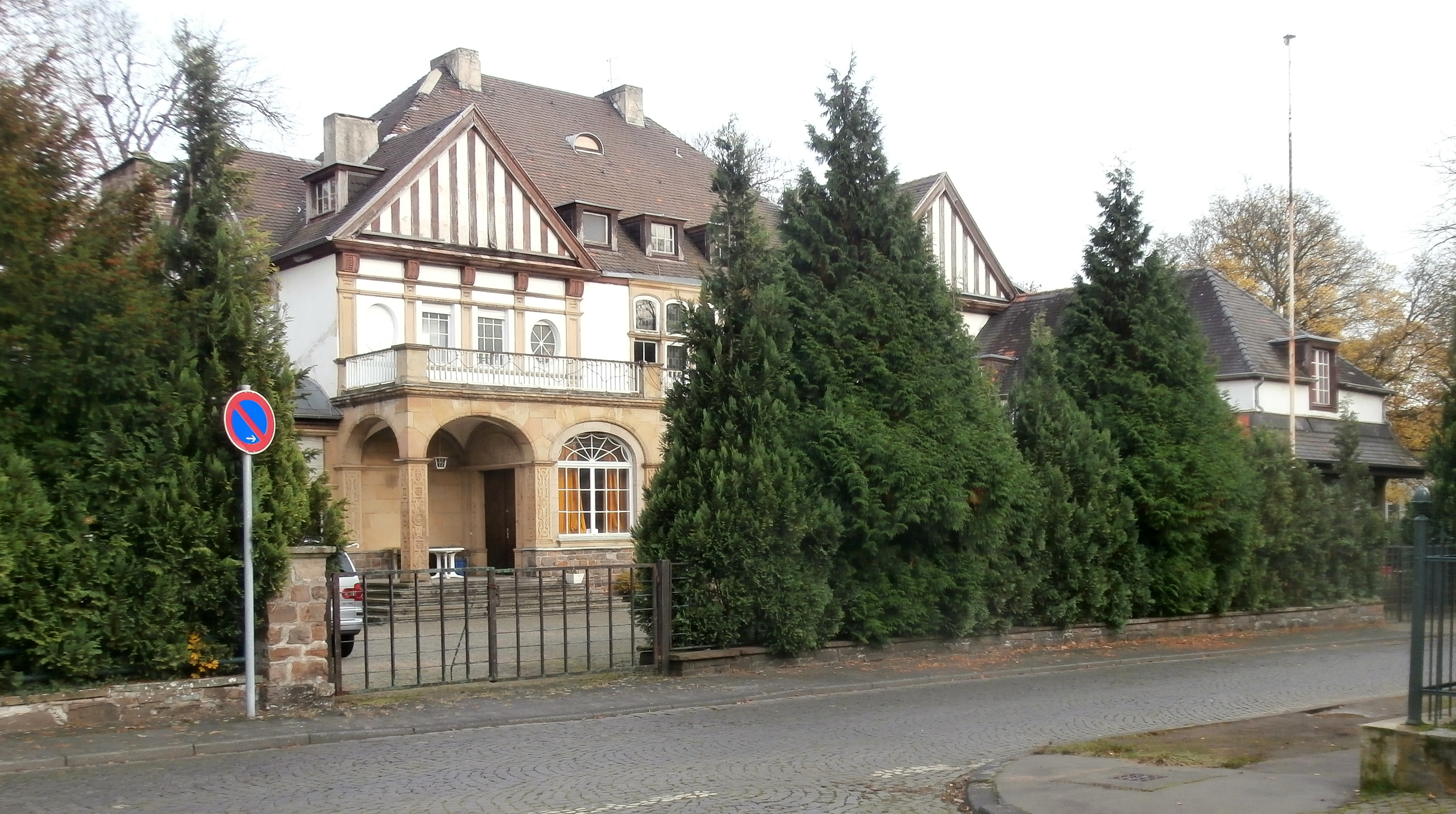
Villa Parkstraße 5 (2015)

Die Villa Parkstraße 5 ist ein denkmalgeschütztes Gebäude im Kölner Stadtteil Marienburg und gehört zur Villenkolonie Köln-Marienburg. Sie entstand in den Jahren 1913 und 1914 für den Kölner Verleger Josef Neven DuMont (1857–1915) nach einem Entwurf des Architekten Paul Pott. Seit 1958 wird das Anwesen vom iranischen Staat oder ihm nahestehenden Institutionen genutzt.

## Geschichte
Ursprünglich befand sich auf dem Gelände der Villa und des umliegenden Parks die „Maschinen-Fabrik P. Kyll“. Nach der Verlegung der Produktionsstätte von Marienburg nach Sürth im Jahre 1908:549 erwarb der Zeitungsverleger, Geheimer Kommerzienrat Dr. jur. Josef August Hubert Neven DuMont das Grundstück mit allen Aufbauten und der Kyll’schen Fabrikantenvilla (Oberländer Ufer 170). Während in dieser – nach Umbau – ab 1910 das »Café Restaurant Rheineck« betrieben wurde:550, ließ DuMont die Werkhallen abreißen und die zuvor an der Marienburger Straße endende Parkstraße nach Norden über das ehemalige Fabrikgelände verlängern. Dadurch entstanden auf der Westseite der Parkstraße drei neue Baugrundstücke, für die ebenfalls Paul Pott die Bebauung entwarf (Parkstr. 2: Villa Franz Ott (1924); Parkstr. 8: Villa Wilhelm Auerbach (1914/1915) und Parkstr. 10: Villa Selmar Auerbach (1913/1914)).:600–605 Die Ostseite hingegen, mit einer Straßenfront von 103 Metern und einer Tiefe von 48 Metern behielt sich dagegen Neven DuMont vor. Das Grundstück liegt gut vier Meter höher als das Straßenniveau am Oberländer Ufer, so dass ein freier Blick auf den Rhein gewährleistet war. Von der alten Bebauung nutzte Neven DuMont jedoch die Remise der ehemaligen Kyll’schen Villa auf dem heutigen Grundstück Oberländer Ufer 166 weiter. Die Gartengestaltung basierte auf einem nicht vollständig realisierten Entwurf (1912) des Kölner Gartenbaudirektors Fritz Encke.:72
Im Jahr nach der Fertigstellung seiner Villa starb Josef Neven DuMont. Er erlag am 31. Oktober 1915 in Marienburg den Verletzungen, die er sich am 20. Oktober 1915 bei einem Wagenunfall auf dem Weg zu seinem Verlagshaus in der Breitestr. 76/78 zugezogen hatte. Seine Witwe, Anna, geb. Mahler, bewohnte die Villa weiter. Später ging sie in den Besitz seines Sohnes August Philipp Christian Neven DuMont (1887–1965) über, der den Verlag nach dem Tod seines Vaters gemeinsam mit seinem Onkel Alfred Neven DuMont weiterführte. Ab 1935/1936 nutzte dann die NSDAP-Ortsgruppe Bayenthal die Villa, die jedoch unverändert im Besitz von August Neven DuMont blieb. Dieser ließ das Gelände dann 1938 in drei Baugrundstücke aufteilen. 1939 folgte ein Teilumbau durch die GAG für die NSDAP. Die Zerstörungen während des Zweiten Weltkriegs, vor allem im westlichen Teil des Südflügels und vermutlich auch am Nordflügel, wurden noch vor Kriegsende weitgehend wieder behoben:567, dennoch blieb die Liegenschaft nach Kriegsende ungenutzt.
Nachdem Bonn 1949 Regierungssitz der Bundesrepublik Deutschland geworden war, ließen sich zahlreiche Staaten mit ihren Gesandtschaften im weitgehend unzerstört gebliebenen Marienburg nieder. Nach der Aufnahme diplomatischer Beziehungen mit dem Iran im Juni 1951 bezog dessen Gesandtschaft (ab Juni 1955 Botschaft) zunächst nacheinander zwei Gebäude im Stadtteil Rodenkirchen (Uferstraße 29 und Hebbelstraße 6) und 1958 die Villa Neven DuMont als Sitz der Kaiserlich Iranischen Botschaft. Sie beherbergte sowohl die Kanzlei als auch die Residenz der Botschaft, den Wohnsitz des Botschafters. Im September 1961 besetzten etwa 500 iranische Studenten für mehrere Stunden das Botschaftsgebäude, um gegen die durch Passentzug erzwungene Rückkehr zweier in den USA studierender Landsleute in den Iran zu demonstrieren und die politische Unterdrückung in ihrem Heimatland anzuprangern. 1973/74 wurde die Kanzlei der Botschaft nach Bonn verlegt; danach diente die Villa noch bis mindestens 1978 als Residenz der Botschaft. Nach der Islamischen Revolution (1979) gehört die Immobilie heute der „Bonyad-e Mostazafan va janbazan-e Enghelab Eslami“ (Revolutionsstiftung der Benachteiligten und Kriegsveteranen). Neben verschiedenen kleineren baulichen Veränderungen (Buntverglasung, Einfriedung, Relief über den Hallenfenstern, Balustrade über dem Portikus und dem Vorbau):567 sind es vor allem die komplizierten Eigentumsverhältnisse, die dazu beitragen, dass sich ein Teil des Anwesens nicht in seinem besten Zustand befindet. Die Encke’sche Gartenplanung ist heute gänzlich verschwunden und einer baumbestandenen Wiese gewichen.:72
Die Eintragung der Villa in die Denkmalliste der Stadt Köln erfolgte am 9. Dezember 1988 (Denkmal-Nr. 4767).

## Iran-Haus
Nach dem Umzug der Kaiserlich Iranischen Botschaft nach Bonn (1973/75) verblieb die Villa Parkstraße 5 in staatlichem Besitz. Spätestens nach der Islamischen Revolution (1979) wurde sie von der einflussreichen Stiftung Bonyad-e Mostazafan va Janbazan („Stiftung der Unterdrückten und Opferbereiten“) übernommen, die als zweitgrößtes Unternehmen im Iran fungiert und der Iranischen Revolutionsgarde nahesteht. Während und nach dem Iran-Irak-Krieg diente das Anwesen der Unterbringung und Behandlung von Verwundeten dieses Krieges sowie zeitweise (Stand: 1993) auch von anderen iranischen Staatsangehörigen, die sich zur Behandlung in der Bundesrepublik Deutschland aufhielten. Darüber hinaus wurde es von der „Union Islamischer Studentenvereine in Europa“ und anderen schiitischen Organisationen für Veranstaltungen genutzt. Seit dieser Zeit war die Villa unter dem Namen „Iran-Haus“ bekannt.
Durch einen Zeitungsbericht im August 1987 wurde bekannt, dass das Iran-Haus bereits seit einigen Jahren auch vom iranischen Geheimdienst VEVAK (bis 1984 SAVAMA) intensiv genutzt wurde. Nach diesem von offizieller Seite zunächst unbestätigten Bericht soll es federführend an der Durchführung terroristischer Aktionen in Europa beteiligt gewesen sein, darunter die Ermordung von General Ali Oveisi in Paris (1984) sowie der Mordanschlag auf einen ehemaligen iranischen Minister in London (1987). Noch 1993 galt das Iran-Haus als wichtiger Standort des iranischen Geheimdienstes. Die Moschee in der Villa wurde bis in die 2010er Jahre von einer lokalen islamischen Organisation als sog. „Khane Iran“ für Gebete genutzt. Die in Privatbesitz (Stand 2025) befindliche Villa ist seitdem ungenutzt und weist bereits äußerlich zunehmend Schäden durch Feuchtigkeit auf, die inzwischen auf die Innenräume ausgreifen. Im Inneren zeigen sich Spuren durch Vandalismus und Plünderungen.

## Architektur
Die Villa Neven DuMont stellt eines der Hauptwerke des zum Zeitpunkt der Entwurfsausarbeitung (1912) 30-jährigen Architekten Paul Pott dar. Ab 1908 entwarf dieser, protegiert von dem in Marienburg lebenden amerikanischen Zahnarzt Herwey Cotton Merrill (1862–1953), für die südlich der Kölner Alt- und Neustadt gelegene Gartenvorstadt Marienburg zahlreiche Villen, bevorzugt im englischen Landhausstil. Doch huldigt er bei dem Anwesen Neven DuMont, das eine sehr große Affinität zu der Villa Ahn (Leyboldstraße 42–44) aufweist, wie bei keiner anderen dem »Queen Elisabeth Style«, der von italienischen, niederländischen und mittelalterlichen Einflüssen geprägten englischen Renaissance-Architektur.:567
Das dreiflügelige Ensemble, bestehend aus dem zweigeschossigen »Herrenhaus« im Süden, mit angefügtem Gärtnerhaus nebst Treibhaus und einem eingeschossigen »Garagen- und Chauffeurshaus« im Norden, die über den ebenfalls eingeschossigen »Gartenpavillon« verbunden werden, zeigt in großer Formenvielfalt Details wie Giebel, Erker und Kamine. Nach oben abgeschlossen wird der Bau durch ein hohes Walmdach. Die zentral angeordnete und über die gesamte Tiefe des Haupthauses reichende erdgeschossige Halle ist holzvertäfelt und reich stuckiert. Sie wird heute als Moschee genutzt. Die um sie herum angeordneten Räume, wie Salon, Herrenzimmer, Speisezimmer, Frühstücks- und Teezimmer sind ebenso wie die weiteren Räume mit Deckenvertäfelung und -Stuckierung, Parkettböden, eingebauten Vitrinenschränken und – im Kaminzimmer – mit einem reich gestalteten, marmorgefaßten Kamin ausgestattet.:567f